# Station Berlin Zoologischer Garten

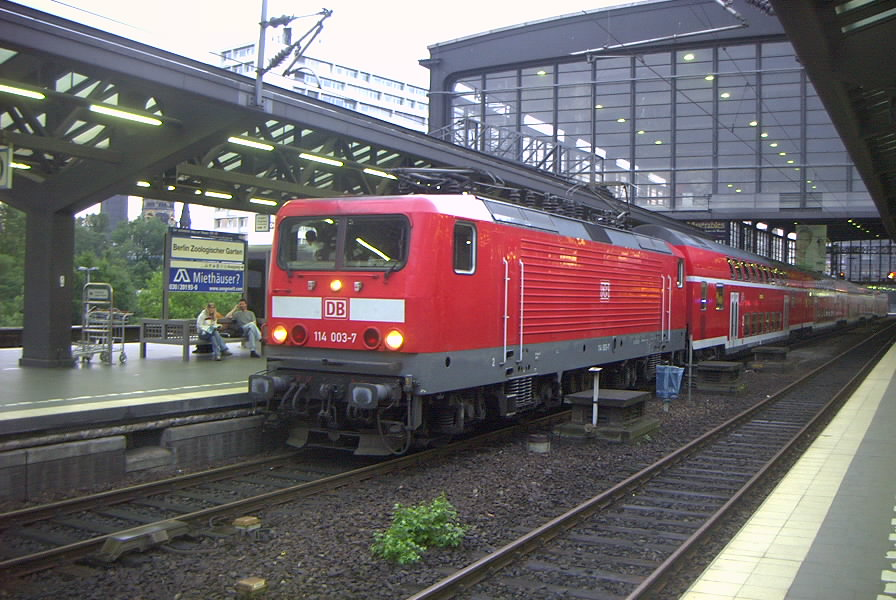
Trein in Bahnhof Zoo

Berlin Zoologischer Garten (ook wel kort Bahnhof Zoo genoemd) is een station in het centrum van Berlijn.
Het station ligt aan de Hardenbergplatz, vlak naast de Berlijnse dierentuin (Duits: Zoologischer Garten) in een park dat Großer Tiergarten heet. Onder het station ligt het gelijknamige metrostation. Op de Hardenbergplatz is tevens Berlijns grootste stadsbusstation. Bussen voor grotere afstanden gebruiken het busstation aan de Messedamm, bij de Funkturm.

## Geschiedenis
Bahnhof Zoo was oorspronkelijk een station aan de Stadtbahn en werd in februari 1882 geopend. In 1902 werd het ook een U-Bahn station. Van 1934 tot 1940 werd het station verbouwd en uitgebreid.
Het was het centrale station van West-Berlijn gedurende de Koude Oorlog en na de hereniging bleef het na 1990 het belangrijkste station voor het westelijk deel van het centrum tot aan de opening van het station Berlin Hauptbahnhof op 28 mei 2006. Sindsdien wordt het voornamelijk door regionale treinen aangedaan, maar is het nog steeds een belangrijk overstappunt voor de Berlijnse U-Bahn en S-Bahn.
Het station is ook bekend om haar (illegale) tippelzone, die wereldwijd vooral bekendheid kreeg door het boek en de film over de 14-jarige heroïneprostituee Christiane Felscherinow. Vandaag de dag is het station nog steeds een van Berlijns meest beruchte gebieden waar prostitutie, drugsgebruik en criminaliteit aan de orde van de dag zijn. Anderzijds trekt de buurt veel toeristen door de wereldwijde bekendheid over de grimmige reputatie van Station Zoologischer Garten.

## Films over 'Bahnhof Zoo'
- In de jaren 70 bevond zich achter het station, in de Jebenstraße, de tippelzone en drug scene waarop het boek Christiane F. - Wir Kinder vom Bahnhof Zoo Christiane gebaseerd werd. De politie maakte hier eind jaren 80 hardhandig een eind aan, maar midden jaren 90 verminderde de aandacht op het gebied en is het weer terug bij af. Na Christiane F. werden er twee recente documentaires (in 2007 en 2011) opgenomen die aantonen dat de prostitutie- en drug scene rondom het station weer terug van weggeweest is:

- De documentaire Drifter uit 2007 van Sebastian Heidinger maakt men kennis met de jonge prostituees Angel, Daniel en Aileen. Rondom Bahnhof Zoo hosselen ze drugs en eten bijeen. Slapen doen ze bij vrienden, betalende vrijers of zomaar ergens in het centrum van Berlijn. Hun toekomst blijft even schimmig als hun wereld van alledag in portieken en steegjes. Met zaakjes waarbij het lichaam weinig waarde heeft, maar vriendschap des te meer, proberen de jongeren te overleven in de grauwe misdaadscene van Berlijn.

- Die Jungs vom Bahnhof Zoo (Rosa von Praunheim), is de derde film over de problematiek van het station. De prent gaat over Roemeense (en Bosnische) jongens die naar Berlijn emigreren in de hoop op een beter leven. Eenmaal in de Duitse hoofdstad raken enkele van hen verstrikt in de prostitutie- en drugsscene.

## Zoologischer Garten in muziek
- Het nummer Big in Japan van de Duitse band Alphaville uit 1984 ging impliciet over het troosteloze bestaan van druggebruikers rond het station. [1]
- Bahnhof Zoo van Randy (2008) gaat eveneens over de uitzichtloze situatie rondom het station, gekenmerkt door prostitutie en verveling.
- Zoo Station van U2 (1991) is geïnspireerd op het station.
- Station to Station van David Bowie (1976) gaat niet specifiek over Bahnhof Zoo, maar wordt daar wel voornamelijk aan verbonden omdat dit nummer de soundtrack van de film Christiane F. is.

- Nina Hagen zingt in het nummer Auf'm Bahnhof Zoo (1978) over de liefde tussen vrouwen op het damestoilet.